# パレット (輸送)

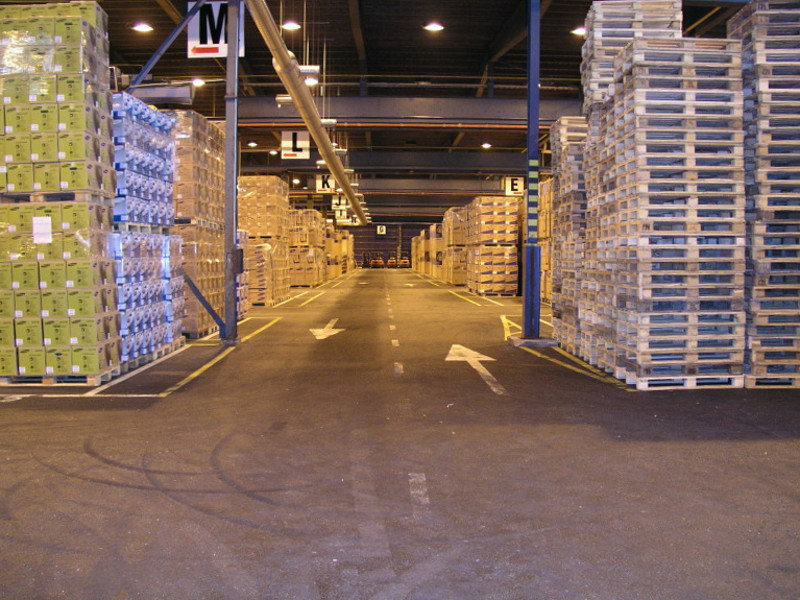
品を載せて2段積みにされたパレット（写真左部）と20枚以上積まれた大量のパレット（写真右部）

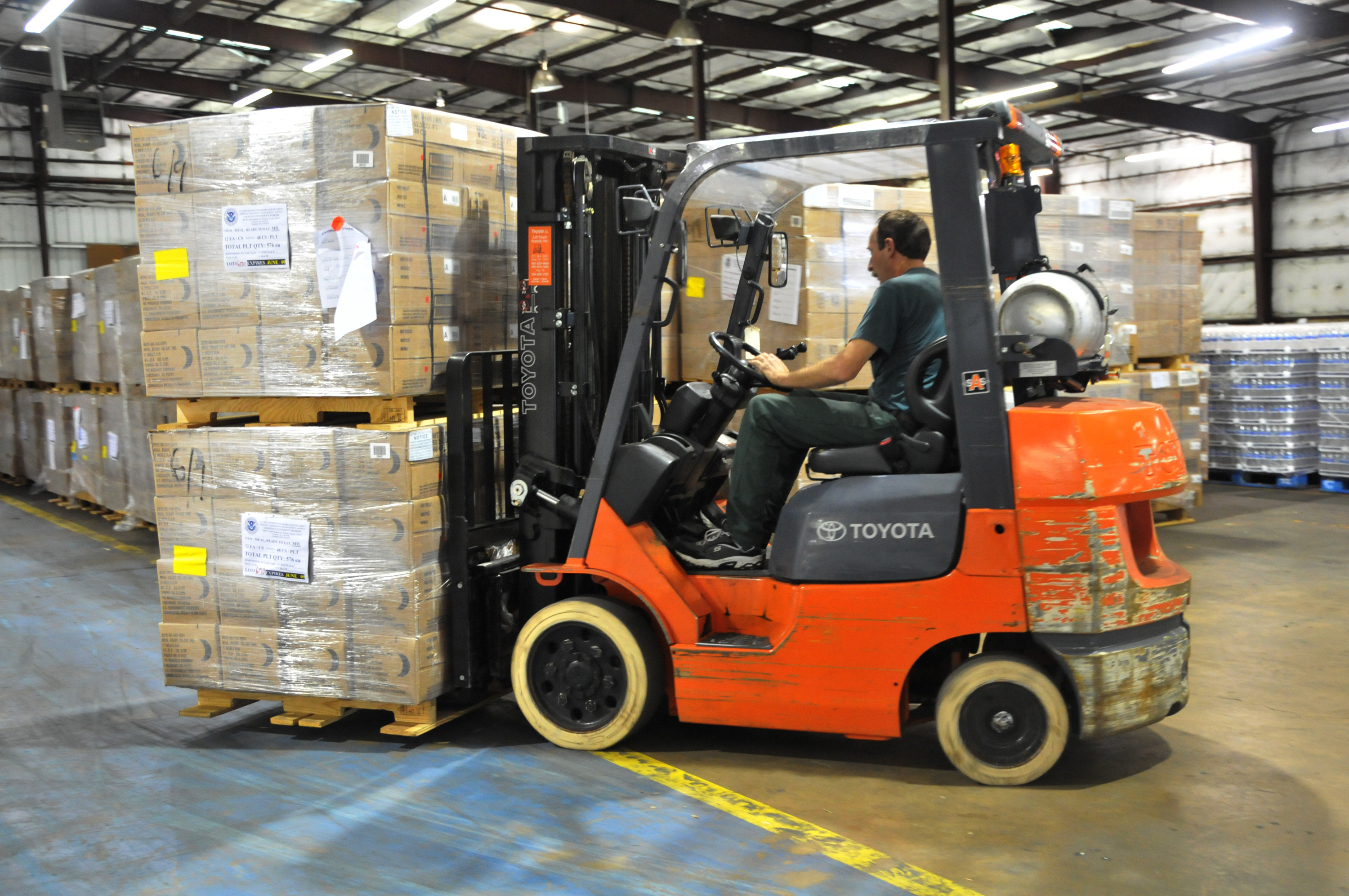
2段積みパレットの運搬

パレット（英語: pallet）は、物流に用いる、荷物を載せるための荷役台。もっとも代表的な平パレットの他に、ボックスパレット、シートパレットなどの多くの種類が存在する。パレットを使用した荷役方法はパレチゼーションと呼ばれ、パレット単位に商品を纏めることをユニットロードと呼ぶ。
工場やトラック、海上コンテナ、倉庫、運送会社の営業所などでの荷役作業の向上や生産性向上による効率の最適化、作業負担の軽減や扱いをし易くするために使用される。一般的なパレットであれば、運搬の際には台上に荷物を載せ、パレットの脚と脚の間にフォークリフトやハンドリフトの爪を差し込んで持ち上げる。標準的なパレットであれば一枚で1トンの移動が可能であり、荷物をはい付けた状態で2段、3段と重ねたり、パレットラックなどの保管設備に格納したりすることができる。材質は木材でできたものが多いが、湿気などに強い合成樹脂製も多くなっている。
なお、航空輸送（とりわけ航空会社）においては、アルミ合金で作られた板状のULDをパレットと呼ぶ。その場合、本項で述べているものは、スキッド(skid)と呼ぶことが一般的である。

## 主なサイズ

### 国際規格

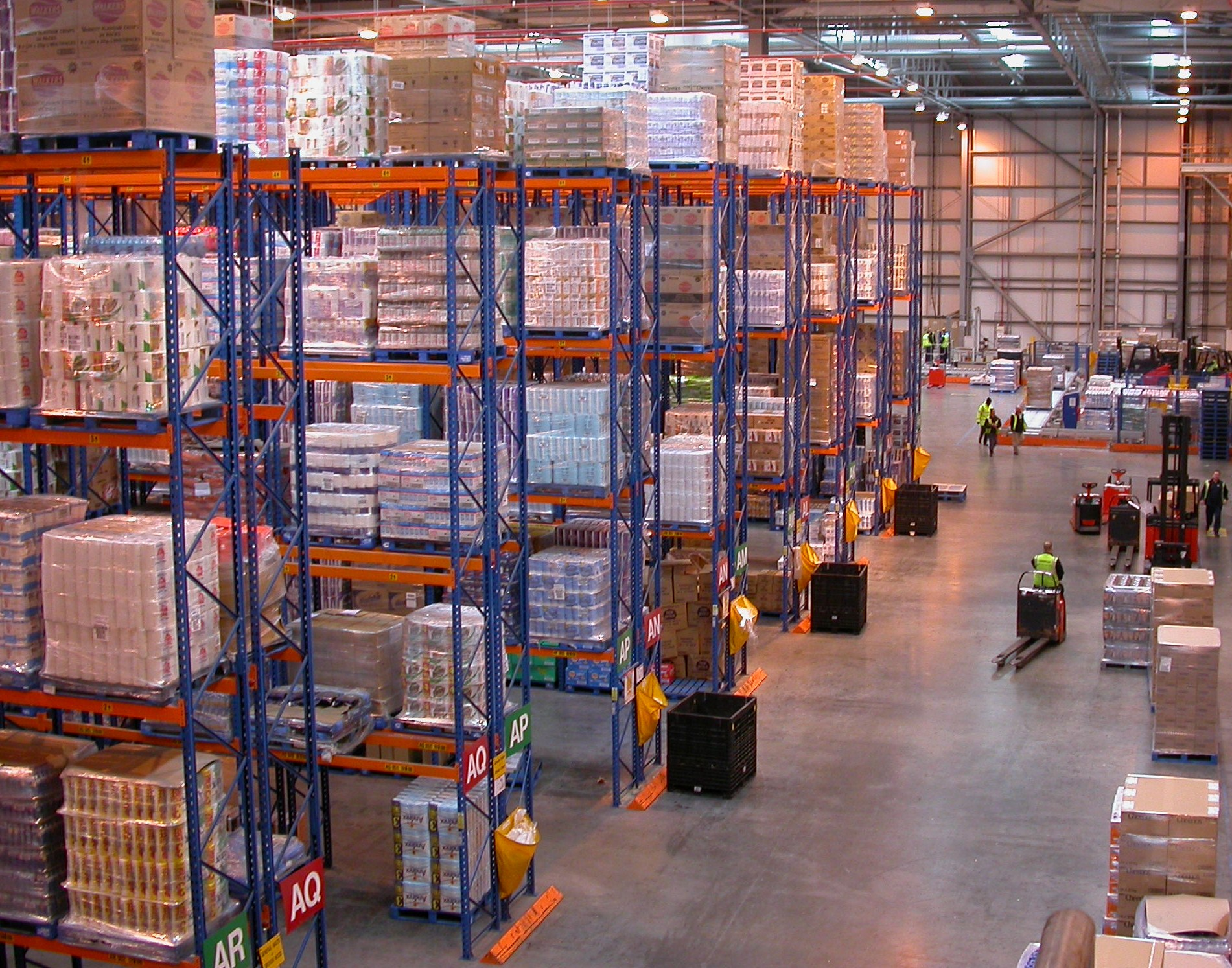
物流倉庫ではパレットを収納するパレットラックと併用されることが多い

2014年、国際標準化機構（ISO）によって策定されたISO 6780:2003規格。
| 寸法 幅（W）× 長さ（L） ミリ | 寸法 (W × L) インチ | 余剰スペース ISO コンテナ （40 ftコンテナに20枚並べた場合） | 主に使用されている地域                  |
| ---------------------------- | ------------------- | ----------------------------------------------------------- | --------------------------------------- |
| 1016 × 1219                  | 40.00 × 48.00       | 3.7 %                                                       | 北米                                    |
| 1000 × 1200                  | 39.37 × 47.24       | 6.7 %                                                       | 欧州、アジア（40インチ×48インチに近い） |
| 1165 × 1165                  | 45.9 × 45.9         | 8.1 %                                                       | オーストラリア                          |
| 1067 × 1067                  | 42.00 × 42.00       | 11.5 %                                                      | 北米、欧州、アジア                      |
| 1100 × 1100                  | 43.30 × 43.30       | 14 %                                                        | アジア（T11 JIS規格）                   |
| 800 × 1200                   | 31.50 × 47.24       | 15.2 %                                                      | 欧州、多くの出入り口に適したサイズ      |

### 主に北米で使用されるサイズ

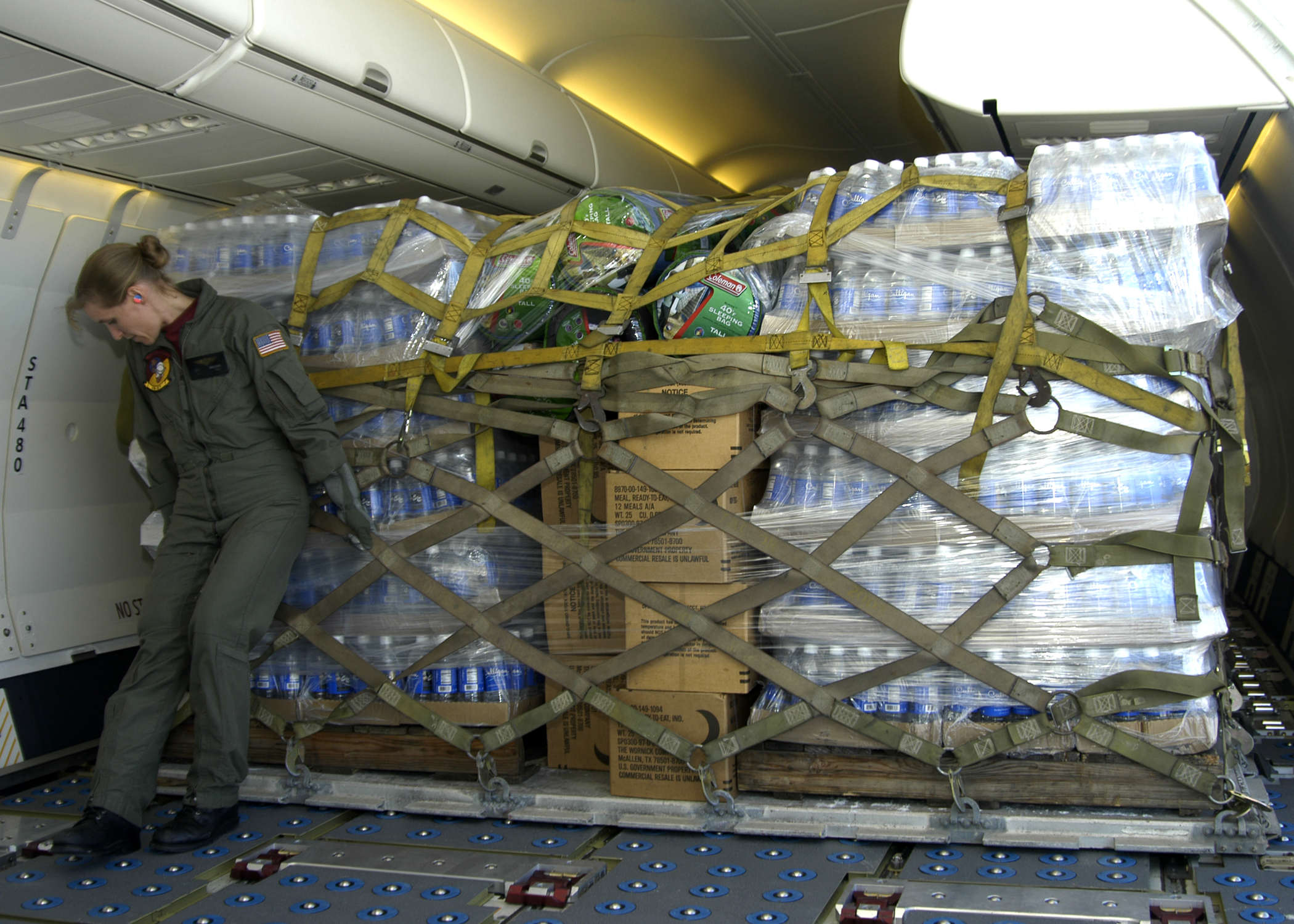
ハリケーン・カトリーナ被災者用の緊急支援物資を乗せた軍事用463Lパレットを輸送機へ搭載中のアメリカ軍女性兵士

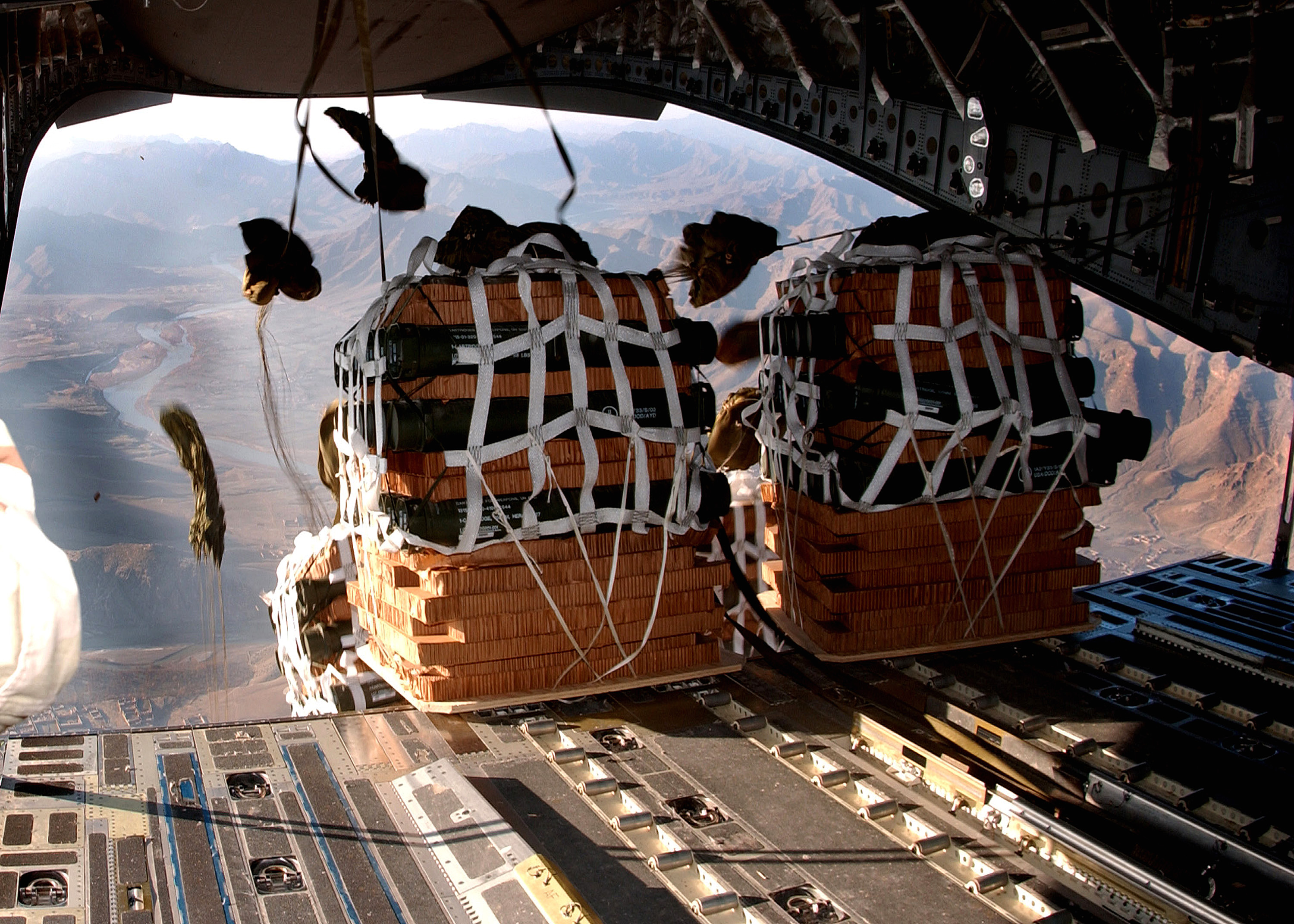
C-17輸送機から空中投下される軍事用パレット

最も一般的に使用されているのは、食料品製造業者協会（Grocery Manufacturers Association, GMA）が策定したパレットであり、これは米国で生産される新しい木製パレットの30 %を占めている。ISOは、GMAの刻印が押されたパレットの一つを国際規格内の一つとして認証している。
| 寸法 (W × L) ミリ | 寸法 (W × L) インチ | 生産順位 | 産業別用途                                |
| ----------------- | ------------------- | -------- | ----------------------------------------- |
| 1016 × 1219       | 40 × 48             | 1位      | 食料品、その他多数（ISO規格）             |
| 1067 ×1067        | 42 × 42             | 2位      | 通信、塗料                                |
| 1219 × 1219       | 48 × 48             | 3位      | ドラム缶                                  |
| 1219 × 1016       | 48 × 40             | 4位      | 軍事 セメント袋                           |
| 1219 × 1067       | 48 × 42             | 5位      | 化学、飲料                                |
| 1016 × 1016       | 40 × 40             | 6位      | 乳製品                                    |
| 1219 × 1143       | 48 × 45             | 7位      | 自動車                                    |
| 1118 × 1118       | 44 × 44             | 8位      | ドラム缶、化学                            |
| 914 × 914         | 36 × 36             | 9位      | 飲料                                      |
| 1219 × 914        | 48 × 36             | 10位     | 飲料、建材、紙                            |
| 889 × 1156        | 35 × 45.5           | 不明     | 軍事、20 ft ISOコンテナ、36インチドア用途 |
| 2240 × 2740       | 88 ×108             | 不明     | 軍事（463Lパレット）                      |
| 1219 × 508        | 48 × 20             | 不明     | 小売り                                    |

### EUで使用されるサイズ

EUパレットの諸元図

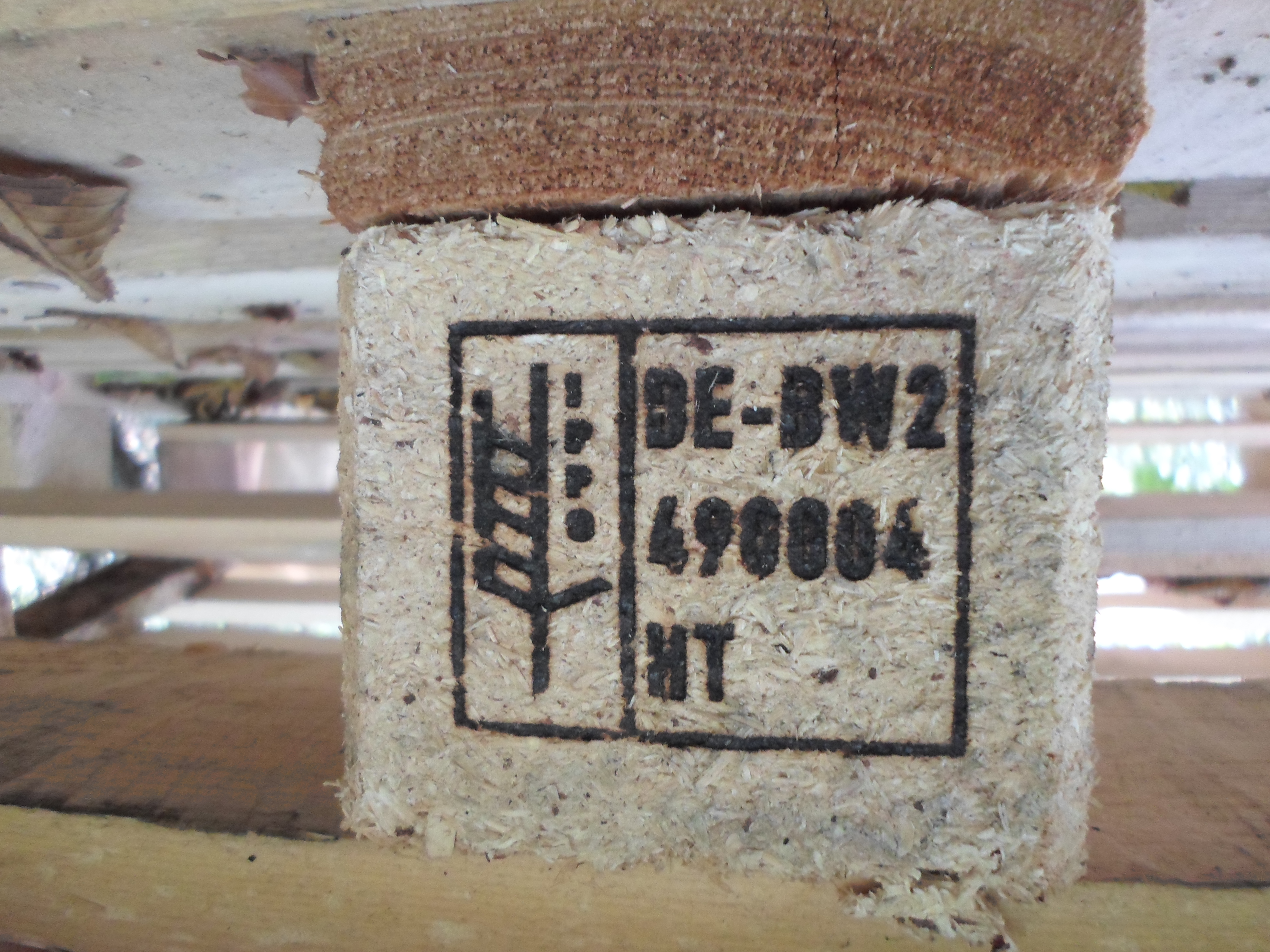
パレットに刻印されたIPPC表示。ドイツ、バーデン＝ヴュルテンベルク州で2000年04月に製造され熱処理が行われたことが判る

| ユーロ（EURO） パレット種別 | 寸法（幅×長さ×桁）                                       | ISO規格互換サイズ                                                              |
| --------------------------- | -------------------------------------------------------- | ------------------------------------------------------------------------------ |
| EUR EUR 1                   | 800 mm × 1200 mm × 145 mm 31.50 in × 47.24 in × 5.71 in  | ISO1型（800×1200）と同サイズ パレット重量：20 - 25 kg パレット耐荷重：2,490 kg |
| EUR 2                       | 1000 mm × 1200 mm × 144 mm 39.37 in × 47.24 in × 5.67 in | ISO2型 パレット重量：33 kg パレット耐荷重：1,470 kg                            |
| EUR 3                       | 1000 mm × 1200 mm × 144 mm 39.37 in × 47.24 in × 5.67 in | パレット重量：29 kg パレット耐荷重：1,920 kg                                   |
| EUR 6                       | 800 mm × 600 mm × 144 mm 31.50 in × 23.62 in × 5.67 in   | ISO0型EURパレットの半分のサイズ パレット重量：9.5 kg パレット耐荷重：500 kg    |
|                             | 600 mm × 400 mm 23.62 in × 15.75 in                      | EURパレットの半分のサイズ                                                      |
|                             | 400 mm × 300 mm 15.75 in × 11.81 in                      | EURの8分の1サイズ                                                              |

### 検疫コンプライアンス表示

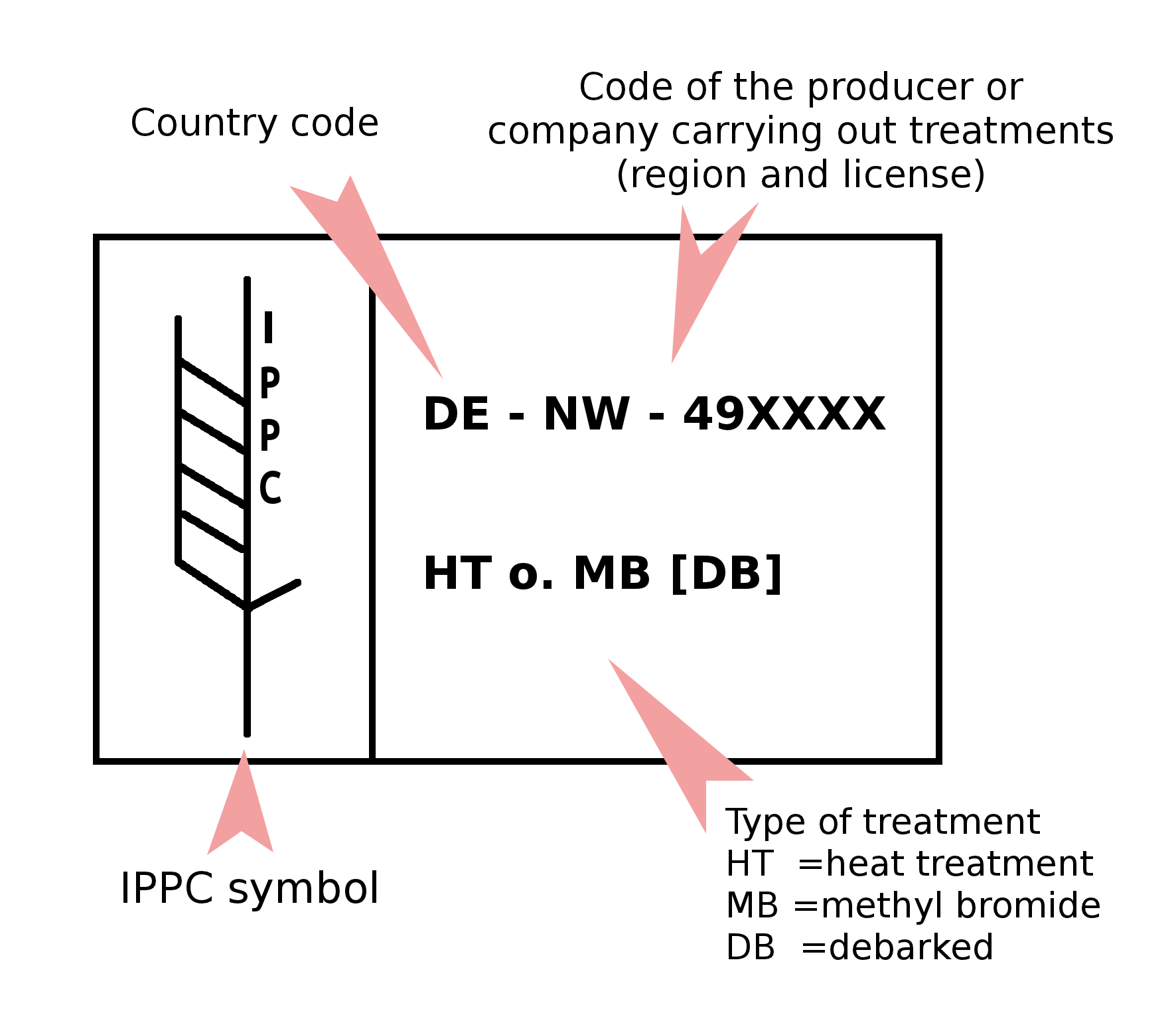
国際植物防疫条約（IPPC）によって義務付られた検疫刻印表示

1995年に世界貿易機関（WTO）と共に成立した協定、衛生植物検疫措置の適用に関する協定の中に包括される植物検疫措置に関する国際基準（International Standards For Phytosanitary Measures No.15, ISPM 15）の中で国際的に流通する木製のパレットは、害虫の国際的な蔓延を防ぐため、パレットその物に関し1952年に発行された国際植物防疫条約（IPPC）の表示であるIPPCマークが義務付けられている。IPPCシンボルマークに続き左から
識別コード
- ISO 3166-1表示による国名表示とISO 3166-2による地域コード。
- 6桁または7桁の識別コード - 最初の2桁や3桁は生産者コードを示し、年月の4桁表示が続く。

検疫処理方法
- HT - 熱処理
- MB - 臭化メチル処理
- DB - 剥皮された木材で製造

### 日本
1970年にT11型（1100 mm × 1100 mm × 144 mm）がJISにより一貫輸送用平パレットとして規格化され、その名のとおり「イチイチ」と俗称されている。一貫輸送用平パレットとは、構造・寸法など規格によって統一されたパレットを広範囲の業界及び各輸送機関で相互に共同運営するパレットプールシステムで利用されるパレットのことである。
ただし、業界によってはT12型など異なるサイズを標準利用としている場合もあり、全てにおいて標準化されているわけではなく、T11型を使用している企業は3割程度にすぎず、日本国内では業種ごとに100種類くらいのサイズがあると言われている。
2021年、近年需要が伸びているEC事業に対する対応や、採用が進んでいる物流DX化への対応などの他に、労働環境に機縁する労働者の減少から7割の企業で運転手が不足しており、2024年から時間外労働の上限が年間960時間に制限される働き方改革関連法が施行されることから物流関係者から危機感を唱える声が挙がっており、このため官民共同の「パレット標準化推進分科会」を設置し、国内パレットの標準化に向けた協議が開始された。2022年6月27日、パレット標準化推進分科会による中間案が発表され、標準パレットは1100×1100ミリ（T11型）を推奨することが取り纏められた。
アジア各国でも輸出入に関し様々なパレットが使用されているが、このため持続可能な共同利用に関し難しい状況となっており、規格が統一されたEU圏に倣い、アジアパレットシステム連盟（Asia Pallet System Federation, APSF）が2006年に発足しており、APSFではT11型と1000mmx1200mm であるT12型を共通規格として定めている。

## 材質
日本では木製パレットから合成樹脂（ポリプロピレン、ポリエチレン）製のものに移行してきているが、木材資源が豊かなヨーロッパでは環境保護のために樹脂製ではなく木製のパレットの使用量が圧倒的に多い（ヨーロッパでは比較的気温と湿度が低く、害虫や木材腐朽菌が少ないという理由もある）。

### 木製パレット

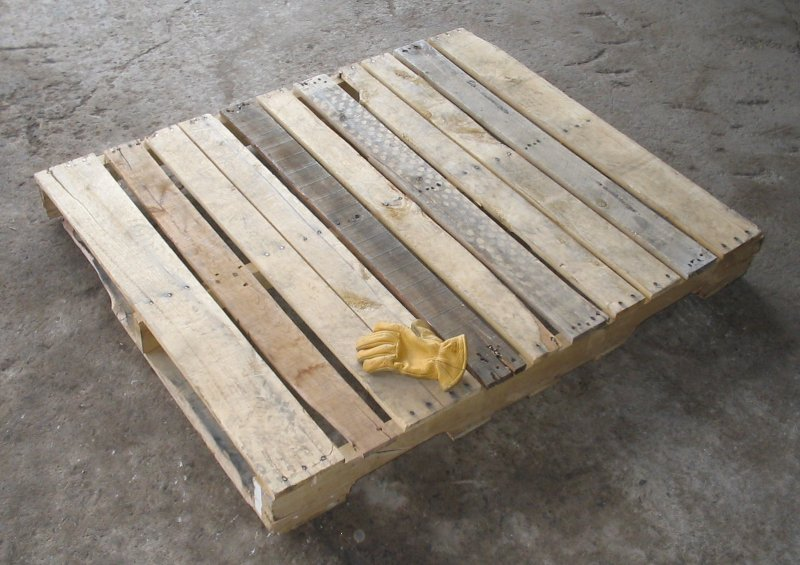
木製のパレット

古い伝統を持つパレットであり、十分な強度や耐荷重量を持ち、生産・廃棄にかかるコストが低いといった総合的なバランスの良さから、今日でも広く使われている。後述の合成樹脂製パレットと区別をするために「木パレ」と呼ばれることもある。(その場合、合成樹脂製パレットは単に「パレット」と呼ばれる。)特に、一部が破損した場合においても修理が容易である点は、他の材質にない大きな長所である。しかし、その反面湿気には弱く、湿度の高すぎる環境では変形したり朽ちてしまう可能性がある。木材資源としてリサイクルすることもできるが、防腐剤が使われていることがあるため、一部の国では焼却処分（燃料としてのリサイクルを含む）が禁止されている。
また、害虫（幼生・卵含む）が木製パレット内部に存在したまま国境を越え、深刻な環境破壊をもたらしているという教訓を得てからは、一部の国でポプラ、合板、もしくは燻蒸など殺虫処理をしたもの以外の、生木製パレットを使用した物品の輸入を禁止している。
使用済みの木製パレットを廃棄する場合、法律上は産業廃棄物ではなく、家庭ゴミと同じ一般廃棄物として扱う（一部の業種を除く）。しかし、市町村で処理ができない場合、一般廃棄物処理業者が少ないために合法的に処理することが困難な状態に陥ることがあり、問題となった。そのため、木製パレットについては2008年4月1日より、他の事業系一般廃棄物とは切り離して産業廃棄物として扱うべく、法改正が行われた。廃棄物の処理及び清掃に関する法律#問題点を参照。

### 合成樹脂製パレット

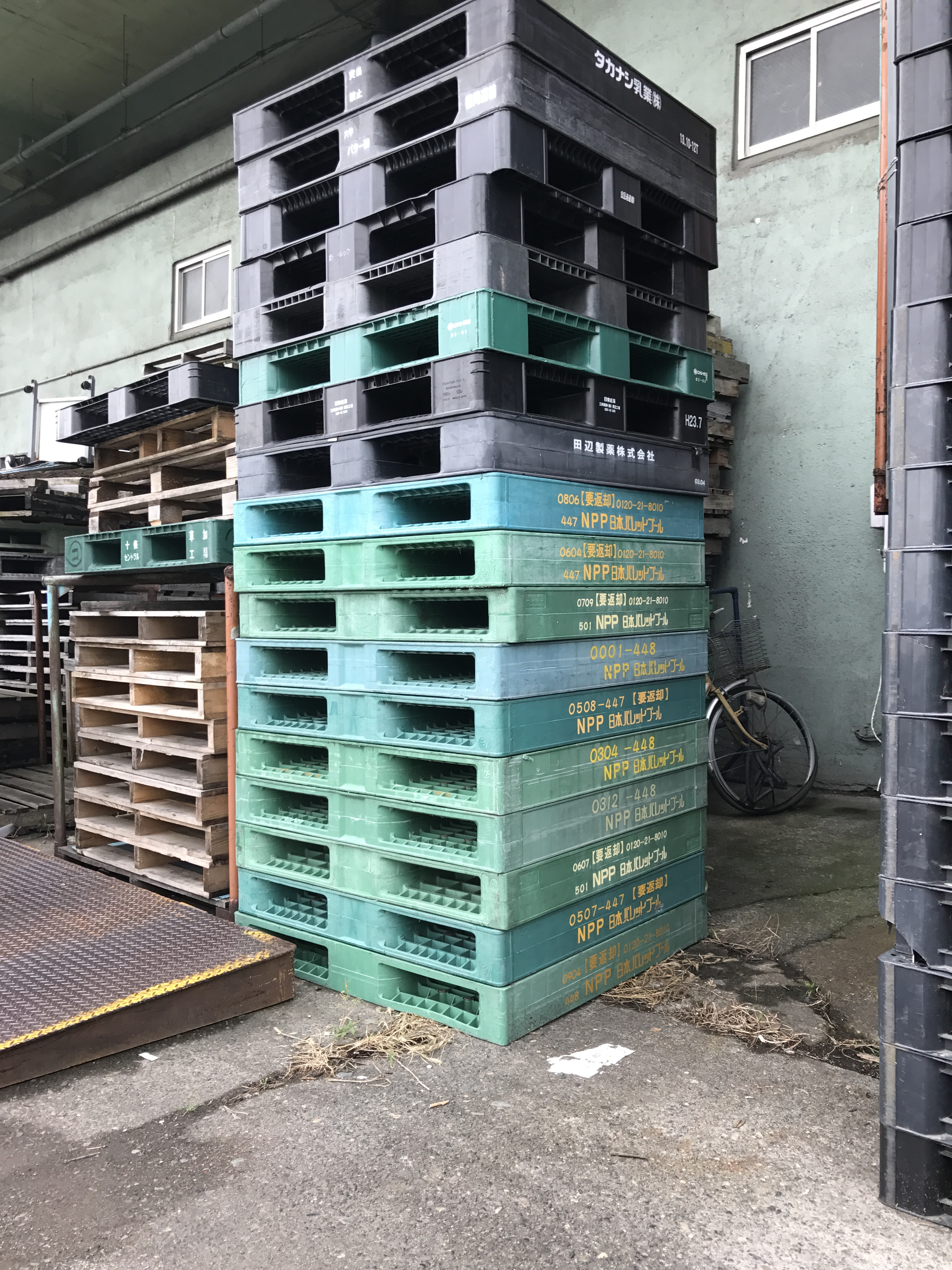
4方向から爪を刺せるパレットも存在する。

プラスチックパレット（略してプラパレ）とも呼ばれる。木製パレットと比べ強度や耐荷重量に優れ、破損が少ないのが特徴である。その強度を活かし、リフトアップ用の穴が4方向に設けられたものも見られる。木製パレットと比較して、湿気に強く湿度の高い環境での使用にも耐え、輸出に先立つ殺虫処理も不必要である。一方で、木製パレットと異なり、破損してしまった場合の再生は困難であり、産業廃棄物として廃棄せざるを得ないという欠点がある。
環境問題としてマイクロプラスチックが取り上げられているが、海洋プラスチックは不純物が多いためリサイクルが難しい中、日清食品が国内では初めてリサイクル素材として採用し、岐阜プラスチック工業と共同で開発した。また、長崎県対馬市でも漂着ゴミが問題になる中、燃料チップとして再生可能な粉砕機を導入した。

### 金属製パレット
鉄やアルミニウムで作られたパレットで、強度・耐荷重量面での優秀さは群を抜く。コストの高さ、パレット自体の重量による運用の難しさなどから、一般にはあまり使用されないパレットである。アルミ製のボックスパレットは、医療関係の物流でしばしば見られる。また、航空貨物輸送においてもアルミ製のパレットが使用されることがある。

### 紙製パレット
特殊なクラフト紙で組み立てられたパレット。使用される事業所・工場ではしばし「段パレ」（段ボールパレット）と呼ばれる。耐荷重量は、近年の製造技術向上により、約5トン程度まで耐えられるようになっている（TSパレット202など）。基本的には、使い捨てを前提として運用される。しかし、廃棄・リサイクルの容易さは特筆に価するものがあり、環境保護の観点から敢えてこのパレットが採用される場合もある。メリットは、製造コストが低い、軽くて省スペースなので輸送コストが低いなど。

### 発泡スチロール
ビーズ法発泡スチロール（EPS）を使用した輸送用パレット「e-light パレット」を日本通運とトーホー工業が共同で開発した。軽量で耐水性に優れ、高い強度を持つことが特徴となっており、従来の合成樹脂パレットに比べ石油消費量が大幅に削減できる上、燃焼させた場合も炭酸ガスと水のみが排出される環境に配慮した構造となっている。耐荷重については各種タイプが設定されている。

## 形状

### シートパレット
従来の立体構造のパレットとは異なり、特殊クラフト紙や合成樹脂製の薄いシート状のパレット。英語ではスリップ・シート （英: Slip sheet）と呼ぶ。専用のフォークリフトとともに使用され、米・飼料・肥料といった袋状の物に用いられることが多い。専用のフォークリフトは一般的な2本の爪ではなく、シートと同寸法以上のプラテンと呼ばれる板状の積載台を持ち、シートパレットの端のタブを掴んでプラテン上に引き寄せて載せ、押し出して降ろすために、油圧で動作するプッシュプルのアタッチメントを持っている。
積み上げた高さに対するパレットの高さによる損失が無い、軽いため空パレットを手で簡単に持ち運ぶことができるなどの利点がある。また、シートパレット上の荷物を崩すことなくシートパレットを抜き取ることもできる。また、通常のパレットの上に敷く形でシートパレットを併用することにより、運輸の途中までパレットの優位性を活かしつつ途中からスリップシートの優位性を活用するといった利用法もできる。

### 薄型軽量パレット
従来のプラスチックパレットと同様の用途で使用するが、パレット高さは58.5mｍと低い。倉庫内の省スペース化などに使用される。

### ボックスパレット
板に少なくとも3面に対し垂直な側板や格子など上部構造物が取り付けられた物。固定式、取り外し式、折り畳み式、側面開閉式などがあり、上部に蓋が取り付けられる物も存在する。垂直の側板が取り付けられた物、金属製の物、ロールボックスなどは欧米では主にスティール・コンテナ（Steel Container）とも呼ばれる。

### ロールボックスパレット
ロールボックス、ロールパレット、カゴ台車、カゴ車、台車などとも呼ばれる。金属製のゲージに、キャスターが付いた金属製または樹脂製の底板を組み合わせたもの、主に荷物の搬送、仕分や保管に使用される。
底板を跳ね上げ左右のゲージを折り畳むことができる。保冷や防塵を目的としたカバーで覆い使用することもできる。

### ポストパレット
主に金属製の支柱を持つパレット。固定式、取り外し式、折り畳み式などが存在する。重量物、長尺物など主に金属加工場、建材などで使用されることが多く、支柱同士で積み重ね（スタッキング）が可能である物が多い。

### サイロパレット
紛粒状の物質を貯蔵できる小型のサイロ式パレット。密閉状の側面と開閉式の蓋を持ち、下部に粉粒を開放するための開閉装置が取り付けられている。

### タンクパレット
主に液状の物質を貯蔵するため四方が密閉されており、周囲を金属製のゲージに囲まれている。上部または下部に液体を流出させるための開閉装置が取り付けられている。欧米では中間バルクコンテナや頭字語からIBCやIBCコンテナ、パレットタンクとも呼ばれる。

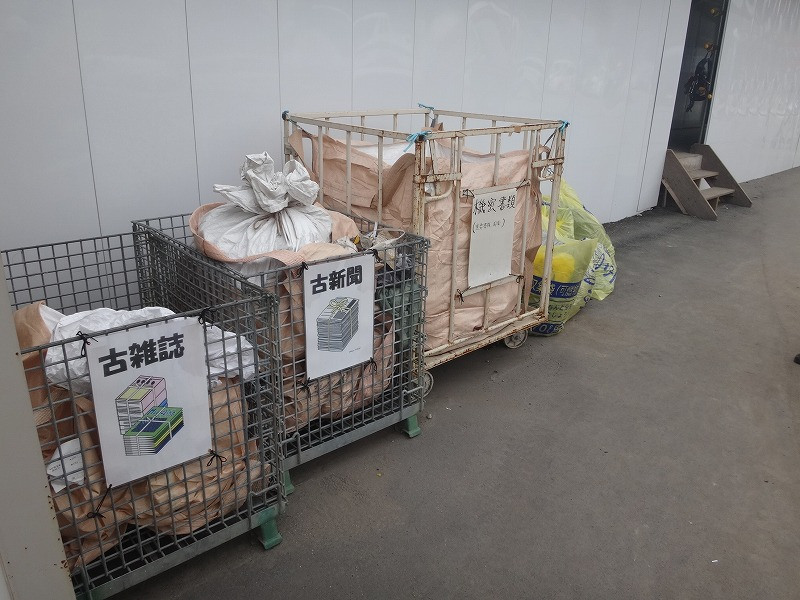
ボックスパレット
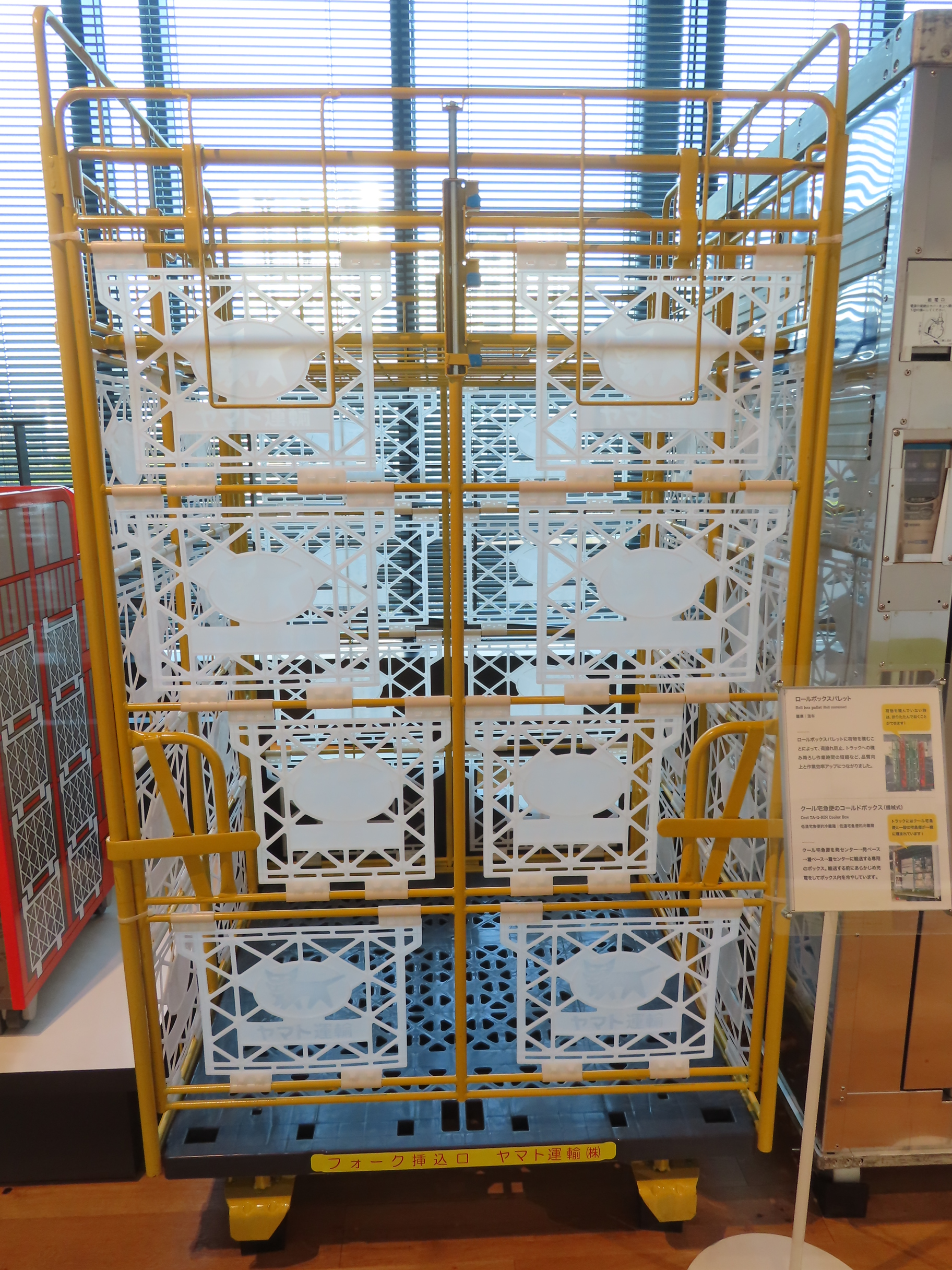
ロールボックスパレット
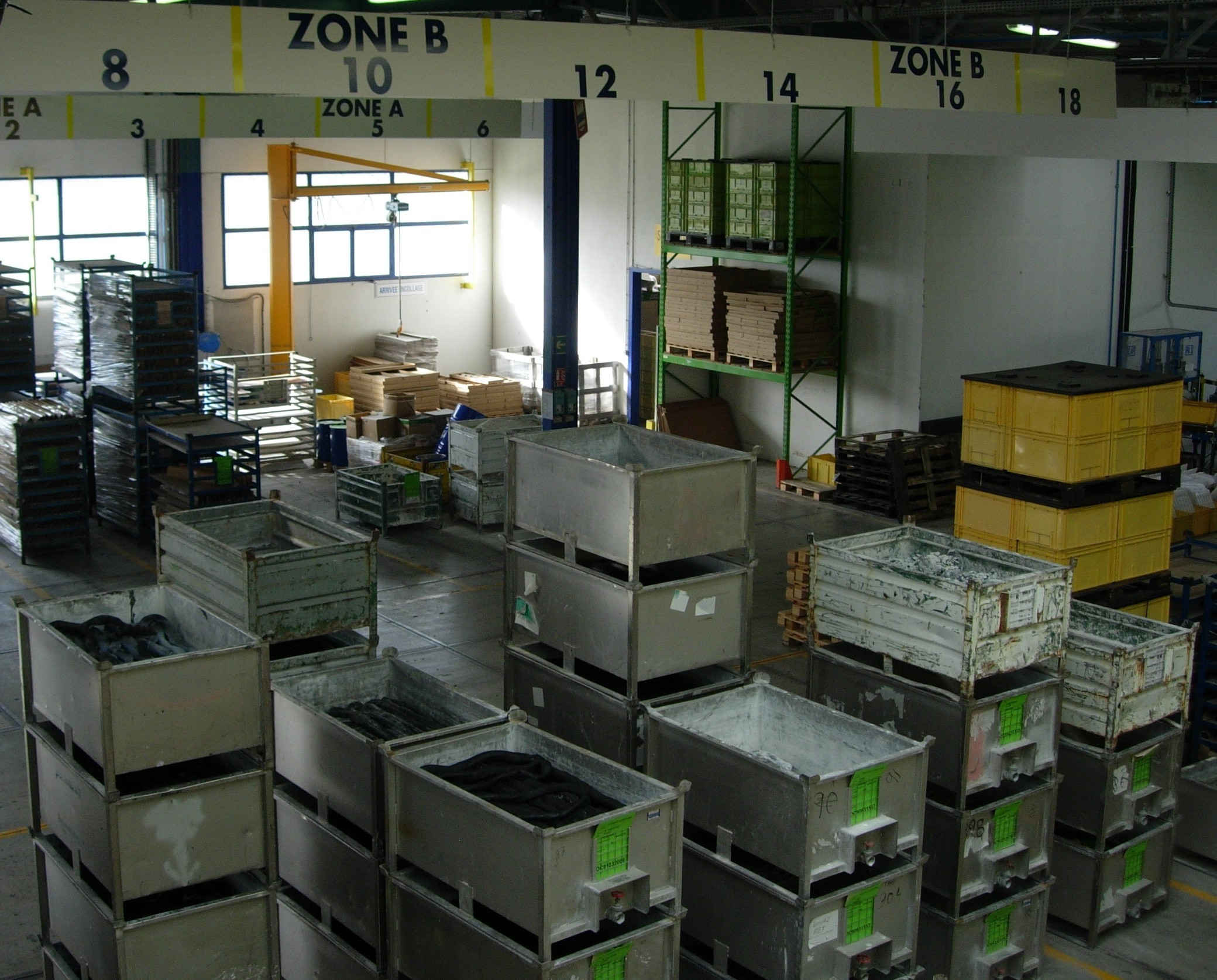
画像左奥に写る商品が載せられた物がポストパレット
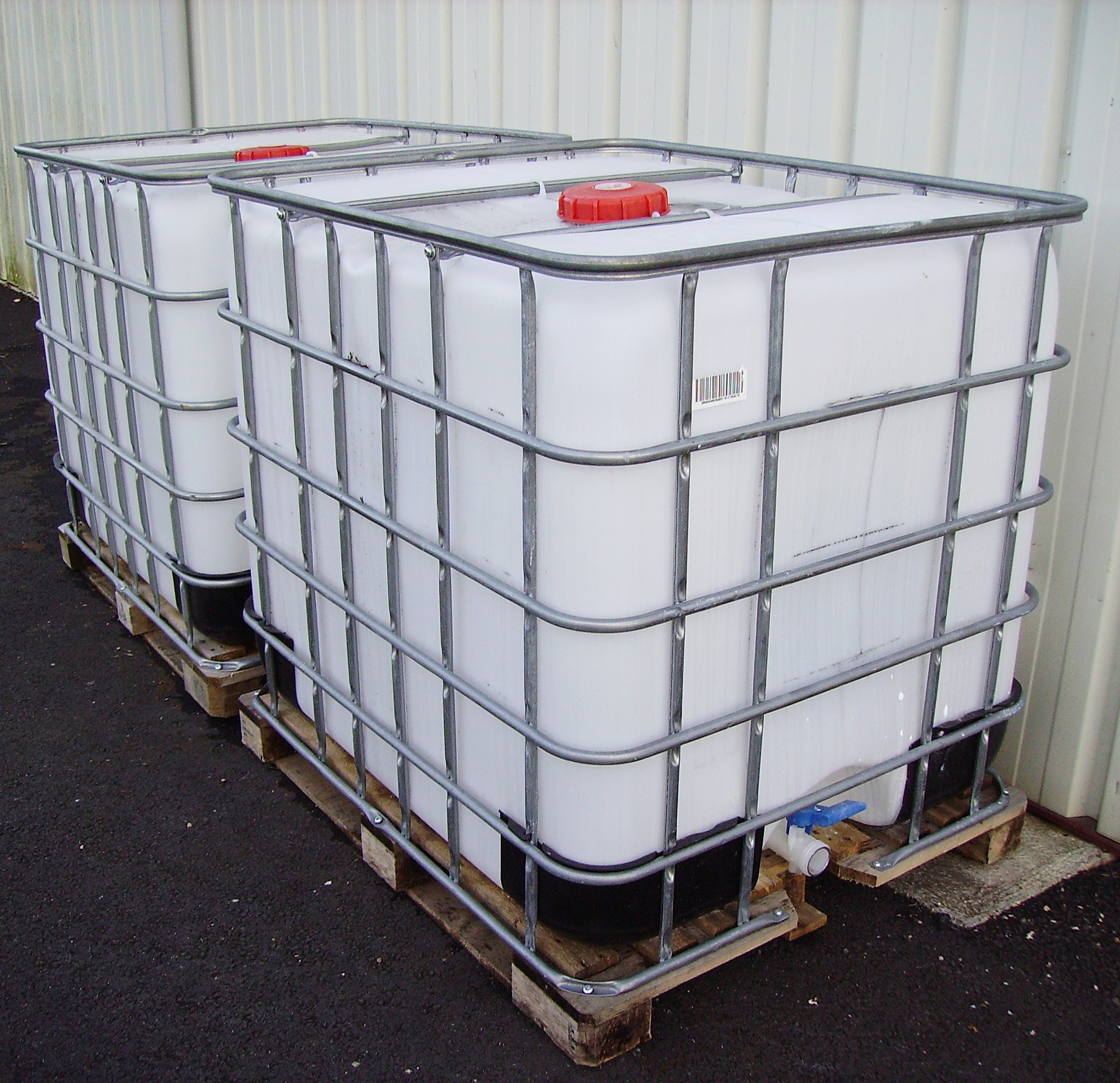
パレットタンク（中間バルクコンテナ）

## ユニット・ロード・デバイス

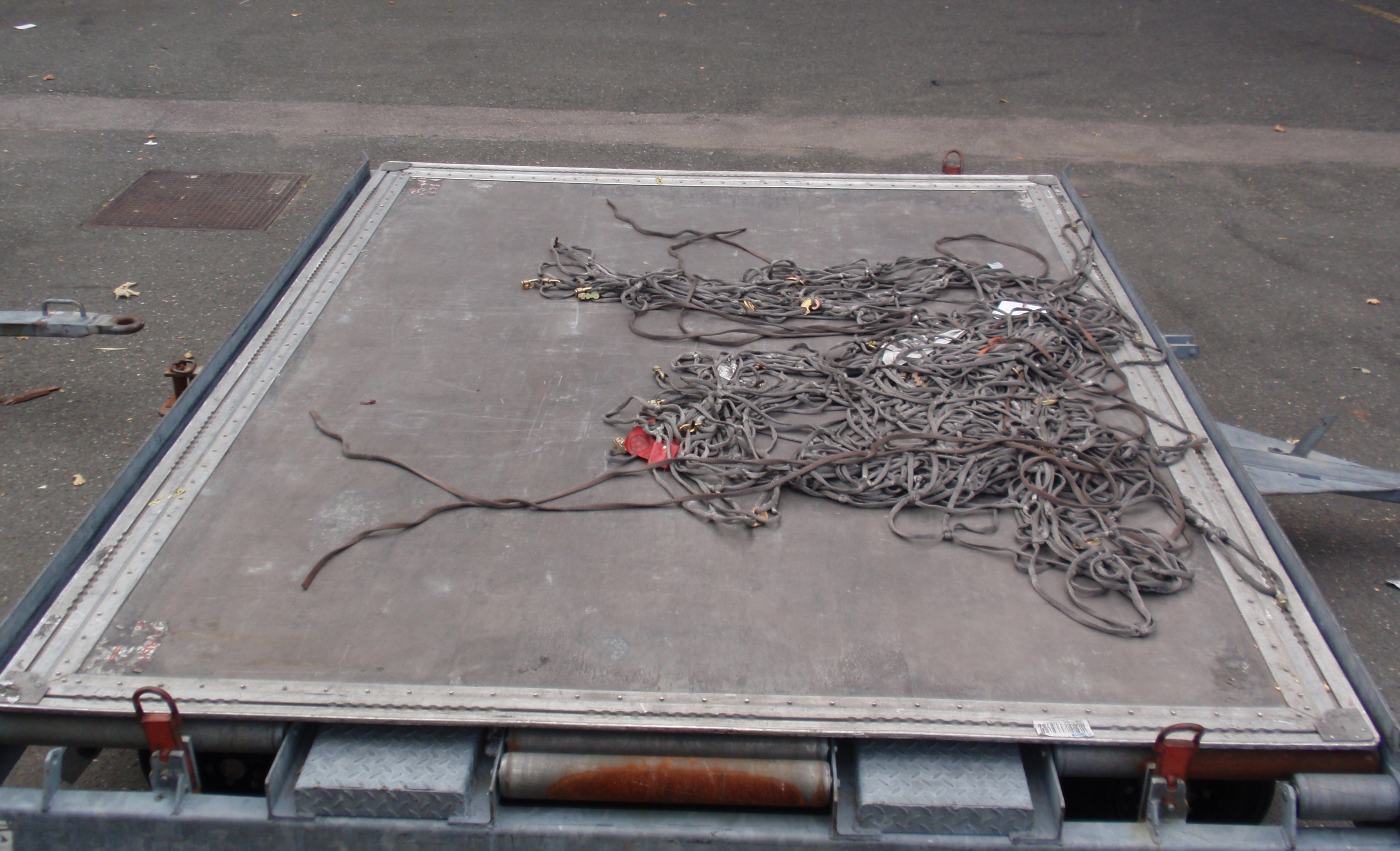
ULDの一環として規定されたLD-7パレット

ユニット・ロード・デバイス（Unit load device, ULD）は航空機に貨物を搭載するための機材の総称であり、パレットのほかコンテナもある。ULDに入らない大型の物や長尺物などでスキッドが使用される。旅客機の下面や貨物機の床面に取り付けられた緊縛装置に直接固定できるエアクラフトULDと荷主が所有する直接固定できないノンクラフトULDが存在する。

## 家具としての再利用
修理できなくなった物、耐用年数を経過し廃棄された物、物流倉庫解体による物流機器の処分などで放出された木製パレットを家具などとして再利用する動きがある。サイズが決まっているためにモジュールとして利用することができ、簡単な桁構造となっているため、その桁を生かし積み重ねての使用や、木製であるため切断、切削加工も容易なため、DIYの材料として利用されている。構造上中空であるため、パレット自体に保護の為の塗装を施したうえでベッド（パレットベッド）の通気用土台に利用することもできる。
アメリカのアコースティックギターメーカーであるテイラー・ギターは自社の木材加工技術の高さを示すため、パレットを再利用した高品質な「パレット・ギター」を制作している。

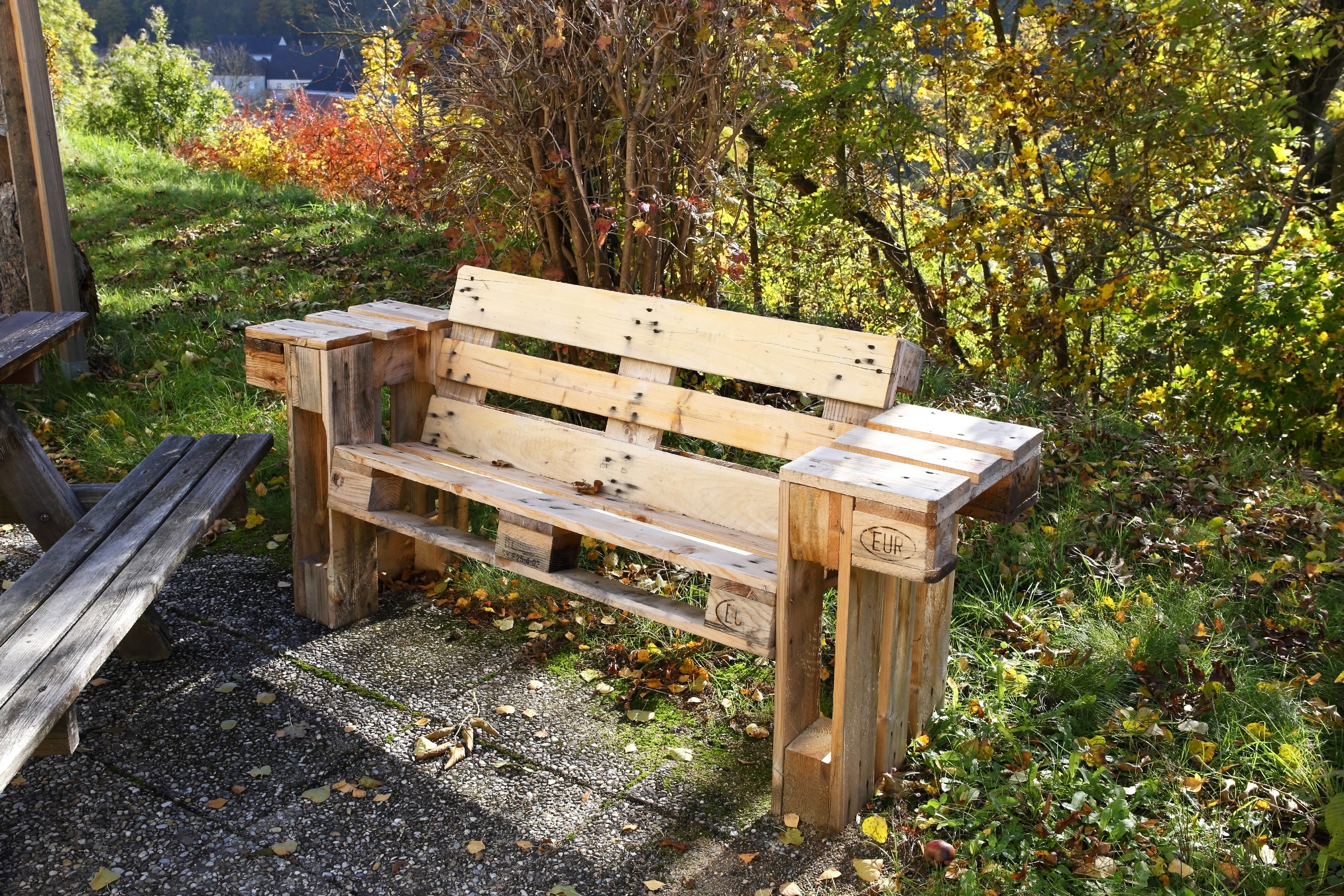
アップサイクリングされた椅子

ニューヨークにあるインテリアデザイン会社アイ=ビーム・デザイン社（I-Beam Design）は、コソボ難民を収容するための「パレットハウス」を提案しており、人類の為の建築物が主催する1999年のコンテストで賞を受賞している。また、IBMと協力しチャールズ3世（当時皇太子）が主催するプリンスチャリティ財団会議の一環として、パレットハウスの実物大プロトタイプがミラノ・トリエンナーレで展示されている。価格が安く、大量に用意できるため難民住宅として容易に使用することが評価されている。
2008年、ウィーン大学の学生2名がモジュール式のエネルギー効率の良い「パレット・ハウス」を制作しており、欧州各地で展示されている。また、これは低所得者向け住宅として検討された。
2014年、コロラド州、デンバーでパレットの多様性を紹介する「パレット・フェスティバル」をクラウドファンディングによって集めた資金によって初開催しており、アップサイクリングされた多様な芸術品や家具、パレットで造られた円形劇場やパルクールコースなど大型構造物などが展示された。